# 콘체르토 게이트
《콘체르토 게이트》(일본어: コンチェルトゲート, 영어: Concerto Gate)는 폰스빅과 스퀘어 에닉스가 개발한 대규모 다중 사용자 온라인 롤플레잉 게임이다. 이 게임은 2007년 일본에서 출시되었으며 예정된 북아메리카 출시는 2008년 7월 베타 출시 이후 취소되었다.

## 게임플레이
전투 스타일은 턴 기반과 실시간의 조합이며 이는 파이널 판타지 시리즈의 ATB 시스템과 유사하며 적들은 랜덤하게 마주친다.
이 게임에서 플레이어는 수주에 걸쳐 산맥과 숲을 만듦으로써 세계의 풍경을 만들어나갈 수 있으며 플레이어는 던전을 찾아내고 테라 생성 시스템을 이용하여 세계를 탐구할 수 있다.

## 줄거리
파렌 왕국이 배경이며 히어로가 세상을 구하는 전설이다.

## 개발
2001년 일본의 MMORPG 크로스게이트의 후속작이다. 이 게임은 스퀘어 에닉스와 폰스빅이 개발하였고 게임스캠퍼스가 배급하였으며 넥슨과 온넷 USA가 운영하였다.

## 반응
조이스티크는 콘체르토 게이트에 대해 MMORPG의 랜덤 배틀 시스템에 대한 흥분과 실망감을 표출하려고 시도한 데 대해 좋은 평가를 주었다. 2009년, 게임 캠퍼스는 콘체르토 게이트와 5개의 다른 게임들이 비디오 게임 관련 마이크로트랜잭션용 원 파워업 게임 카드와 호환될 것이라고 발표하였다.